# Episodi de Il nonno nel taschino (quinta stagione)
La quinta stagione della serie televisiva Il nonno nel taschino è stata trasmessa in anteprima nel Regno Unito dalla CBeebies tra il 6 maggio 2014 e il 25 ottobre 2014.
| nº | Titolo originale                                | Titolo italiano | Prima TV UK     | Prima TV Italia |
| -- | ----------------------------------------------- | --------------- | --------------- | --------------- |
| 1  | Mr Mentor's Spangly Jangly Dangle Dish          |                 | 6 maggio 2014   |                 |
| 2  | Poorly Pansy Petunia                            |                 | 7 maggio 2014   |                 |
| 3  | Mr Yomper Stomper's Donkey Day                  |                 | 8 maggio 2014   |                 |
| 4  | Wanda Whoops' World of Whooo                    |                 | 9 maggio 2014   |                 |
| 5  | The Balderdashes on Bob's Boat                  |                 | 12 maggio 2014  |                 |
| 6  | One Man's giugno Is Another Man's Treasure      |                 | 13 maggio 2014  |                 |
| 7  | Don't Blame Wulfy                               |                 | 14 maggio 2014  |                 |
| 8  | Mr Mentor's Whizzywoodlesome Whirly Windwhooper |                 | 15 maggio 2014  |                 |
| 9  | The Mystery of the Missing Millions             |                 | 16 maggio 2014  |                 |
| 10 | Cheery Charlie Cheekster's Big Return           |                 | 19 maggio 2014  |                 |
| 11 | Mrs Pufferbang's Balloony Beach Bonanza         |                 | 20 maggio 2014  |                 |
| 12 | Bertie Beep and His Talking Sheep               |                 | 21 maggio 2014  |                 |
| 13 | A Sunnysands Shelter for Bella La Belter        |                 | 22 maggio 2014  |                 |
| 14 | A Robodoggy for Miss Snip                       |                 | 23 maggio 2014  |                 |
| 15 | The Brillioso Beach Treat                       |                 | 6 ottobre 2014  |                 |
| 16 | Great Aunt Loretta on Duty                      |                 | 7 ottobre 2014  |                 |
| 17 | Mighty Mike and a Bear on a Hike                |                 | 8 ottobre 2014  |                 |
| 18 | Great Aunt Loretta's Dream Date                 |                 | 9 ottobre 2014  |                 |
| 19 | Whizzy William                                  |                 | 10 ottobre 2014 |                 |
| 20 | Shiny Gold Stars                                |                 | 13 ottobre 2014 |                 |
| 21 | Captain Dumbletwit's Dress-Up Party             |                 | 14 ottobre 2014 |                 |
| 22 | In a Muddle with Miss Muddleton                 |                 | 15 ottobre 2014 |                 |
| 23 | A Day for a Piratey Adventure                   |                 | 16 ottobre 2014 |                 |
| 24 | The Magic of the Mill on the Marsh              |                 | 17 ottobre 2014 |                 |
| 25 | A Passion for Fashion                           |                 | 20 ottobre 2014 |                 |
| 26 | A Dinosaur Called Damian                        |                 | 21 ottobre 2014 |                 |
| 27 | Mr Whoops's Greatest Mistake He's Ever Done     |                 | 23 ottobre 2014 |                 |
| 28 | The Funeral                                     |                 | 25 ottobre 2014 |                 |